# Scott City (Kansas)
Scott City település az Amerikai Egyesült Államok Kansas államában, Scott megyében, melynek megyeszékhelye is. Lakosainak száma 4113 fő (2020. április 1.).

## Népesség
A település népességének változása:

| 2010 | 3 816 |
| 2020 | 4 113 |